# Сомая Дауд
Сомая Дауд (на английски: Somaiya Daud) е американско-мароканска писателка на произведения в жанра фентъзи.

## Биография и творчество
Сомая Дауд е родена в Средния Запад на САЩ. Прекарва голяма част от детството и юношеството си в движение. Тя е запалена читателка по арабската поезия и готическия роман и сама опитва да пише. Получава магистърска степен по английска филология със специализация по средновековна и ранна модерна литература. Докато следва работи като продавач на книги в детския отдел на книжарницата „Политика и проза“ във Вашингтон. След дипломирането си през 2014 г. се премества в Денвър, където работи като преподавателка във Вашингтонския университет и прави докторат по викторианската литература (историография и теория на превода).
Първият ѝ роман „Мираж“ от едноименната фентъзи поредица е издаден през 2018 г. Главната героиня, 18-годишната Амани, живее в средата на далечна звездна система, която е доминирана от бруталната империя на Ватек. Тя мечтае за живота преди нашествието и да пише поезия, но съдбата ѝ тръгва в друга посока. Заради поразителната ѝ прилика с мразената зла принцеса Марам, Амани е отвлечена и определена за неин двойник. Задачата ѝ е трудна и смъртно опасна, като всяко погрешно нейно движение може да стане причина за смъртта ѝ, а тя трябва да намери начини да промени това.
Сомая Дауд живее в Денвър.

## Произведения

### Поредица „Мираж“ (Mirage)
1. Mirage (2018)[1][2]
Мираж, изд.: „Егмонт България“, София (2018), прев. Йоана Гацова
2. Court of Lions (2019)